# 2019冠狀病毒病相關封鎖措施
2019冠状病毒病（COVID-19）疫情蔓延期間，世界许多国家及地区曾实施居家令、宵禁、隔離檢疫、封鎖一般民眾進出城市等行動限制措施。这些限制措施的主要目的在於减少2019冠状病毒病的传播。 截至2020 年 4 月，世界上大约一半的人口处于某种形式的封锁之下，90多个国家或地区的39亿多人被他们的政府要求待在家里。 尽管在此次疫情之前的瘟疫與流行病爆發期間，就有政府採取過类似的措施來控制疫情，但各国政府在2020年代实施的封锁嚴厲程度被认为是前所未有的。例如墨爾本從2020年3月至2021年10月17日经历了6次封鎖，累計封鎖天數達到262天。布宜诺斯艾利斯累計封锁时间达234天。世界卫生组织認為封锁应该是短期內採取的措施。为了在行動限制和正常生活之间取得平衡，世界卫生组织建议在應對疫情時个人應注意卫生、政府應追蹤接觸者以及隔離病患。 
许多公共卫生专家和经济学家一開始支持封锁措施 ，理由是如果让COVID-19不受控制地传播会带来更嚴重的後果，但嚴厲的限制措施已经对人類健康、 社会和经济产生了影响，并且還招致人民抗议。例如中華人民共和國就出現多起因封控導致患者無法及時救治而死亡的事件。有一些學者通過研究和案例表明，封锁通常不能有效降低COVID-19的传播速度。 

## 功效
有人认为，如果更早地执行、更严格地执行以及不过早地解除封锁，封锁对遏制COVID-19的社区传播以及由此導致的死亡最为有效。一项基于对法国、意大利和英国最常见的COVID-19症状（如味觉和嗅觉丧失）研究調查显示，在封閉措施最嚴厲的国家（意大利和法国），在封控开始后仅仅几天，出現新症状的情況就明显减少。學者对2019冠狀病毒病美國疫情的建模研究表明，“如果美國提前两周实施封锁措施，疫情将可以几乎完全被抑制”，如果封锁再持续两周，第二波疫情的严重程度将有效減緩。 事实证明，2020年初湖北的严格封锁有效地控制了2019冠状病毒病中国大陆疫情。 在疫情期间，瑞典的大部分地區都沒有採取限制措施，而与其人口结构相当的邻国挪威、丹麦和芬兰則实施了封锁。相比之下，瑞典的病例和死亡人数都相对较高。   同样，对澳大利亚数据的建模得出的结论是，与不怎麼採取严格限制措施的地區相比，通过严格的封锁措施阻斷社區傳播可以降低医疗以及经济成本。研究人員還警告如果過早地放松限制会带来更高的成本。 澳大利亚不少地區采用了清零政策，在墨尔本疫情期间，维多利亚州严格封锁了四个月，再加上其他措施，避免了2020年疫情在该国蔓延。 新西兰和越南还在整個2020年都采取了清零政策，並且還出台了针对性的封锁措施。 
2021年嚴重急性呼吸道症候群冠狀病毒2型Delta變異株的出现导致一些评论员认为，尽管封锁可以继续減緩COVID-19的传播速度，但在遏制病毒傳播方面的效果已经降低。事实证明，澳大利亚和越南为应对嚴重急性呼吸道症候群冠狀病毒2型Delta變異株而采取的封锁措施已不如此前其他變異株流行期間所採取的封鎖措施那麼有效。  此外還有几位研究人员通过建模和演示得出结论，封锁通常不能有效減緩COVID-19的传播以及降低死亡數字。 
隨著殺傷力較低的Omicron變異株的出現、疫苗接種率不斷上升及對病毒有更深入了解，大部分國家都於2021年底揚棄清零政策，取消國內強制檢測及隔離措施，而國際出入境旅客符合接種疫苗的條件，便無需接受檢疫隔離。不過中華人民共和國在中共中央總書記習近平領導下繼續實施嚴格的清零政策，直至2022年11月底爆发白纸运动，同年12月中共发布“新十条”政策，中国大陆的动态清零政策才宣告終止。